# Elmer l'éléphant (film, 1936)
Pour les articles homonymes, voir Elmer l'éléphant.
Pour plus de détails, voir Fiche technique et Distribution.
Elmer l'éléphant (Elmer Elephant) est un court métrage d'animation américain de la série des Silly Symphonies produit par Walt Disney, pour United Artists, sorti le 28 mars 1936.

## Synopsis
Le jeune éléphant Elmer traverse la jungle pour rejoindre la fête d'anniversaire de Tillie la tigresse. Après lui avoir offert des fleurs, il obtient un baiser de la part de Tillie. Tandis qu'elle part dans sa cabane perchée en haut d'un arbre, les autres convives menés par un tigre se moquent cruellement de l'éléphant à propos de sa trompe et de ses oreilles. Repoussé de la fête, Elmer rencontre un vieux mâle girafe qui lui fait remarquer que lui aussi est l'objet de moqueries comme les pélicans...
C'est alors qu'un feu se déclare dans la cabane de Tillie. La brigade des singes pompiers se précipite tandis que les invités déroulent une toile pour réceptionner Tillie, mais des flammes la devancent, brûlant la toile. Les pompiers déroulent leur grande échelle faite de bambou mais les flammes y mettent le feu.
Elmer arrive alors juché sur la girafe et se sert des pélicans comme canadairs. Il réussit à éteindre les flammes en propulsant de l'eau avec sa trompe. Tillie sauvée, Elmer gagne un nouveau baiser.

## Fiche technique
- Titre original : Elmer Elephant[1]
- Série : Silly Symphonies
- Réalisateur : Wilfred Jackson assisté[2] de Graham Heid
- Scénario : Earl Hurd, Bianca Majolie, Roy Williams[1], Ted Sears[2]
- Voix : Bernice Hansen[1]/Alice Ardell[2] (Tillie Tiger)
- Animateurs[2] : Hamilton Luske assisté de Ward Kimball, Paul Hopkins, Bob Wickersham, Wolfgang Reitherman, Gerry Geronimi, Milt Schaffer, Eddie Strickland, Milt Kahl (incertain[1])
- Layout :  Charlie Thorson
- Décors : Maurice Noble
- Producteur : Walt Disney
- Distributeur : United Artists
- Date de sortie : 28 mars 1936[1],[2]
- Format d'image : couleur (Technicolor[1])
- Son : Mono (RCA Sound System[1])
- Musique[2] : Leigh Harline
  - Extrait de Happy Birthday (1931) de Mildred J. Hill
- Durée : 8 min 29 s
- Langue : (en)
- Pays de production :  États-Unis

## Le personnage d'Elmer
Elmer est le premier personnage de Disney après ceux de la série Mickey Mouse et Nif-Nif, Naf-Naf et Nouf-Nouf (les Trois Petits Cochons) à avoir été utilisé sur des produits de consommation.
Le personnage d'Elmer a aussi vécu des aventures supplémentaires du 6 au 27 novembre 1938 dans Timid Elmer, scénario de Merrill De Maris, dessin d'Al Taliaferro.
Elmer est considéré comme précurseur de Dumbo (1941). Comme ce dernier, il est rejeté à cause de sa différence physique (la trompe chez Elmer, les oreilles chez Dumbo).